# Droga międzynarodowa M51 (Kazachstan)
Droga międzynarodowa M51 (ros. Автодорога M-51) – droga „znaczenia międzynarodowego” znajdująca się w północnej części Kazachstanu. Umożliwia bezpośredni dojazd z Rosji do Pietropawłowska. Rozpoczyna się i kończy na granicy państwowej. Długość drogi wynosi 190 km.
W czasach istnienia Związku Radzieckiego arteria była częścią długiej na ponad 1500 km magistrali M51 łączącej Czelabińsk z Nowosybirskiem.

## Trasy międzynarodowe
Arteria w całości stanowi kazachski odcinek trasy azjatyckiej AH6.

## Miejscowości znajdujące się na trasie M51
- Mamlut
- Pietropawłowsk
- Bułajewo